# Elian Chali
Elian Chali (Córdoba, Argentina, 11 de marzo de 1988) es un artista, escritor y activista argentino, parte del colectivo de personas con discapacidad. Su práctica artística incorpora la pintura, la fotografía, la escritura y la performance.
Integra el colectivo Torceduras & Bifurcaciones, foro de corporalidades políticas.

## Biografía
Sin estudios académicos especializados, su formación artística es autogestiva, desarrollada en el circuito contracultural argentino.
Fundó el espacio artístico Kosovo Gallery, fue coordinador de PUENTE Arte/Espacio Público y fue curador en jefe del Mercado de Arte Contemporáneo (MAC).

## Obras
La obra de Elian Chali se centra en la ciudad, generando intervenciones artísticas en grandes edificios en la búsqueda de un diálogo con las estructuras urbanas, los problemas sociales y los habitantes. Se identifica con el urbanismo y la arquitectura principalmente, en vez de con el muralismo y los grafitis. Es reconocido por crear composiciones abstractas con colores vibrantes que modifican la percepción de los espacios arquitectónicos.
Su obra está inspirada en el pop-art, el minimalismo, el constructivismo ruso y el neoplasticismo. Se puede encontrar en más de 30 ciudades de países como Argentina, Australia, Bélgica, Brasil, Canadá, Chile, Emiratos Árabes, España, Estados Unidos, Inglaterra, Francia, Alemania, Italia, México, Polonia, Portugal, Perú, Paraguay, República Dominicana, Rusia, Uruguay y Ucrania.
También ha la publicación de Hábitat (2016), Barrio Muerto (2018), Interín, Desvaríos sobre la cultura pre, durante y ¿post? pandemia (2020) y Socavón (2025).

## Reconocimientos
- En 2020 recibió la distinción Jerónimo Luís de Cabrera, en Córdoba.[12]
- En 2022, fue reconocido Premio Konex 2022: Arte en el Espacio Público.[13]